# هافدان إم. هانسون
هافدان إم. هانسون (بالإنجليزية: Halfdan M. Hanson)‏ هو مهندس معماري أمريكي، ولد في 30 نوفمبر 1884 في تونسبرغ في النرويج، وتوفي في 12 سبتمبر 1952.